# NGC 1012
NGC 1012 је лентикуларна галаксија у сазвежђу Ован која се налази на NGC листи објеката дубоког неба.
Деклинација објекта је + 30° 9' 5" а ректасцензија 2h 39m 14,7s. Привидна величина (магнитуда) објекта NGC 1012 износи 12,2 а фотографска магнитуда 13,1. Налази се на удаљености од 16,184 милиона парсека од Сунца. NGC 1012 је још познат и под ознакама UGC 2141, MCG 5-7-27, CGCG 505-30, KUG 0236+299, IRAS 02362+2956, PGC 10051.